# Tscherepanowo
Tscherepanowo (russisch Черепаново) ist eine Stadt in der Oblast Nowosibirsk (Russland) mit 19.803 Einwohnern (Stand 14. Oktober 2010).

## Geographie
Die Stadt liegt im südöstlichen Teil des Westsibirischen Tieflandes, etwa 110 km südlich der Oblasthauptstadt Nowosibirsk an der Fernstraße M52 (Abschnitt Nowosibirsk–Bijsk). Das Klima ist kontinental.
Die Stadt Tscherepanowo ist Verwaltungszentrum des gleichnamigen Rajons.

## Geschichte
Tscherepanowo entstand als Siedlung Swobodny (Свободный) 1912 im Zusammenhang mit dem Bau der Eisenbahnstrecke Nowosibirsk – Barnaul – Semipalatinsk (eröffnet 1915) an Stelle eines Überwinterungsplatzes von Umsiedlern, erhielt 1921 den heutigen Namen und 1925 Stadtrecht.

### Bevölkerungsentwicklung
| Jahr | Einwohner |
| ---- | --------- |
| 1939 | 17.122    |
| 1959 | 21.225    |
| 1970 | 21.067    |
| 1979 | 20.974    |
| 1989 | 22.116    |
| 2002 | 20.496    |
| 2010 | 19.803    |

Anmerkung: Volkszählungsdaten

## Söhne und Töchter der Stadt
- Alexander Tropnikow (* 1965), russisch-kirgisischer Biathlet